# ميلاني أبلباي
ميلاني أبلباي (بالإنجليزية: Melanie Appleby)‏ هي مغنية وعارضة بريطانية، ولدت في 11 يوليو 1966 في حي هكني في لندن في المملكة المتحدة، وتوفيت في 18 يناير 1990 في وستمنستر في المملكة المتحدة بسبب ذات الرئة.

## وصلات خارجية
- ميلاني أبلباي على موقع IMDb (الإنجليزية)
- ميلاني أبلباي على موقع ميوزك برينز (الإنجليزية)
- ميلاني أبلباي على موقع ديسكوغز (الإنجليزية)